# B-N-acetilglukozaminil-glikopeptid b-1,4-galaktoziltransferaza
B-N-acetilglukozaminil-glikopeptid b-1,4-galaktoziltransferaza (EC 2.4.1.38, UDP-galaktoza---glikoprotein galaktoziltransferaza, glikoprotein 4-beta-galaktozil-transferaza, beta-N-acetil-beta1-4-galaktoziltransferaza, tiroid glikoprotein beta-galaktoziltransferaza, glikoprotein beta-galaktoziltransferaza, tiroid galaktoziltransferaza, uridin difosfogalaktoza-glikoprotein galaktoziltransferaza, beta-N-acetilglukozaminil-glikopeptid beta-1,4-galaktoziltransferaza, GalT, UDP-galaktoza:-acetil-beta--glukozaminilglikopeptid beta-1,4-galaktoziltransferaza, UDP-galaktoza:-acetil-beta--glukozaminilglikopeptid 4-beta-galaktoziltransferaza) je enzim sa sistematskim imenom UDP-alfa--galaktoza:-acetil-beta--glukozaminilglikopeptid 4-beta-galaktoziltransferaza. Ovaj enzim katalizuje sledeću hemijsku reakciju
UDP-alfa--galaktoza + N-acetil-beta--glukozaminilglikopeptid {\displaystyle \rightleftharpoons } UDP + beta-D-galaktozil-(1->4)-N-acetil-beta--glukozaminilglikopeptid
Terminalni N-acetil-beta--glukozaminil ostataci u polisaharidima, glikoproteinima i glikopeptidima mogu da deluju kao akceptori.

## Literatura
- Nicholas C. Price; Lewis Stevens (1999). Fundamentals of Enzymology: The Cell and Molecular Biology of Catalytic Proteins (Third изд.). USA: Oxford University Press. ISBN 019850229X.
- Eric J. Toone (2006). Advances in Enzymology and Related Areas of Molecular Biology, Protein Evolution (Volume 75 изд.). Wiley-Interscience. ISBN 0471205036.
- Branden C; Tooze J. Introduction to Protein Structure. New York, NY: Garland Publishing. ISBN 0-8153-2305-0.
- Irwin H. Segel. Enzyme Kinetics: Behavior and Analysis of Rapid Equilibrium and Steady-State Enzyme Systems (Book 44 изд.). Wiley Classics Library. ISBN 0471303097.
- William P. Jencks (1987). Catalysis in Chemistry and Enzymology. Dover Publications. ISBN 0486654605.

## Spoljašnje veze
- Beta-N-acetylglucosaminylglycopeptide+beta-1,4-galactosyltransferase на 